# لوچانو بارتولی
لوچانو بارتولی (ایتالیایی: Luciano Bartoli؛ ‏ ۱۷ اکتبر ۱۹۴۶ – ۱ فوریه ۲۰۱۹) بازیگر اهل ایتالیا بود.
از فیلم‌هایی که وی در آن نقش داشته‌است، می‌توان به بهشت، ادیپ شهریار، تنه، مظنون، عمر مختار و هانری چهارم اشاره کرد.